# Beglik Tash
Beglik Tash es un santuario tracio de roca situado en la costa sur del Mar Negro de Bulgaria, a pocos kilómetros al norte de la ciudad de Primorsko.
Beglik Tash es un fenómeno natural de enormes megalitos dispuestos y tallados por una tribu tracia y luego se utilizaron para las ceremonias religiosas. Es parte de un área más amplia alrededor y una formación rocosa natural de grandes bloques monolíticos de origen volcánico, y se formaron de magma endurecido que entró en erupción de un volcán activo durante la era Mesozoica. En la actualidad, el museo al aire libre es mantenido por la Sociedad Histórica de Burgas. La mayoría de los megalitos tienen restos de tallas de los efectos de los rituales de Tracia. También están los restos de un laberinto que los visitantes pueden pasar a través de él. El reloj de sol es de Tracia y está formado por grandes piedras. También hay una roca enorme grande, de pie en tan sólo dos puntos y una cueva, parecida a falda de una mujer.

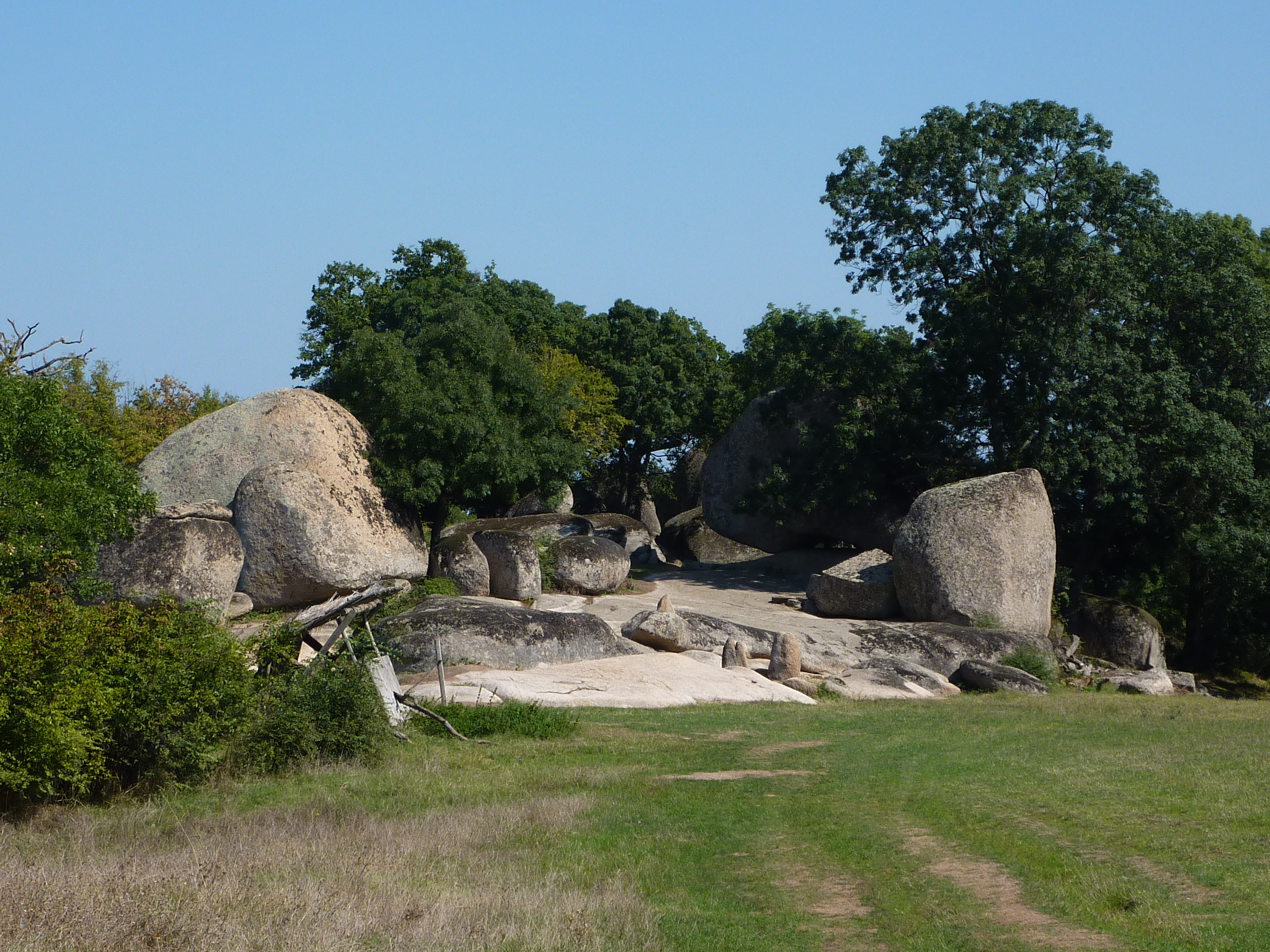
Vista general
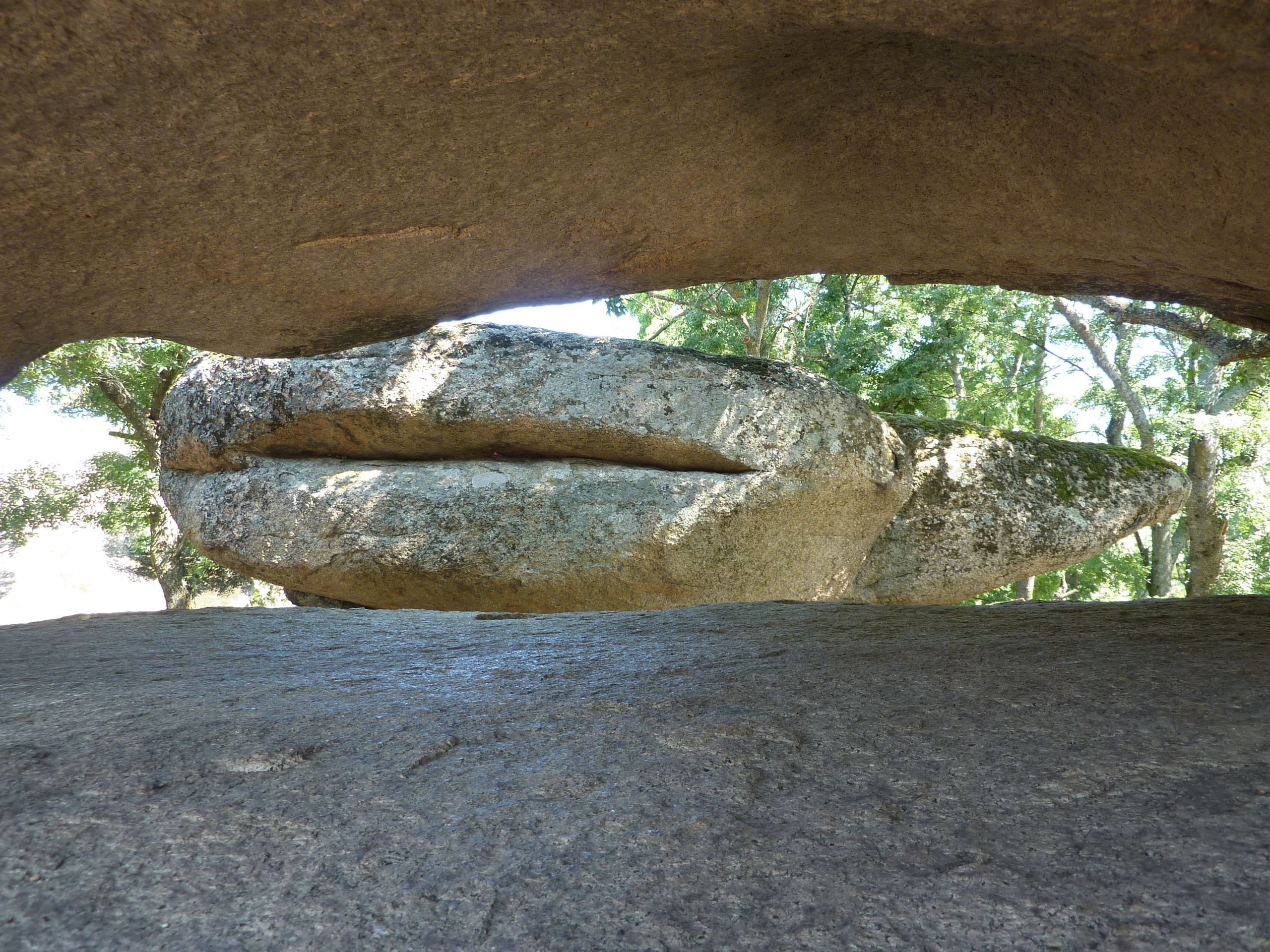
un elemento del complejo
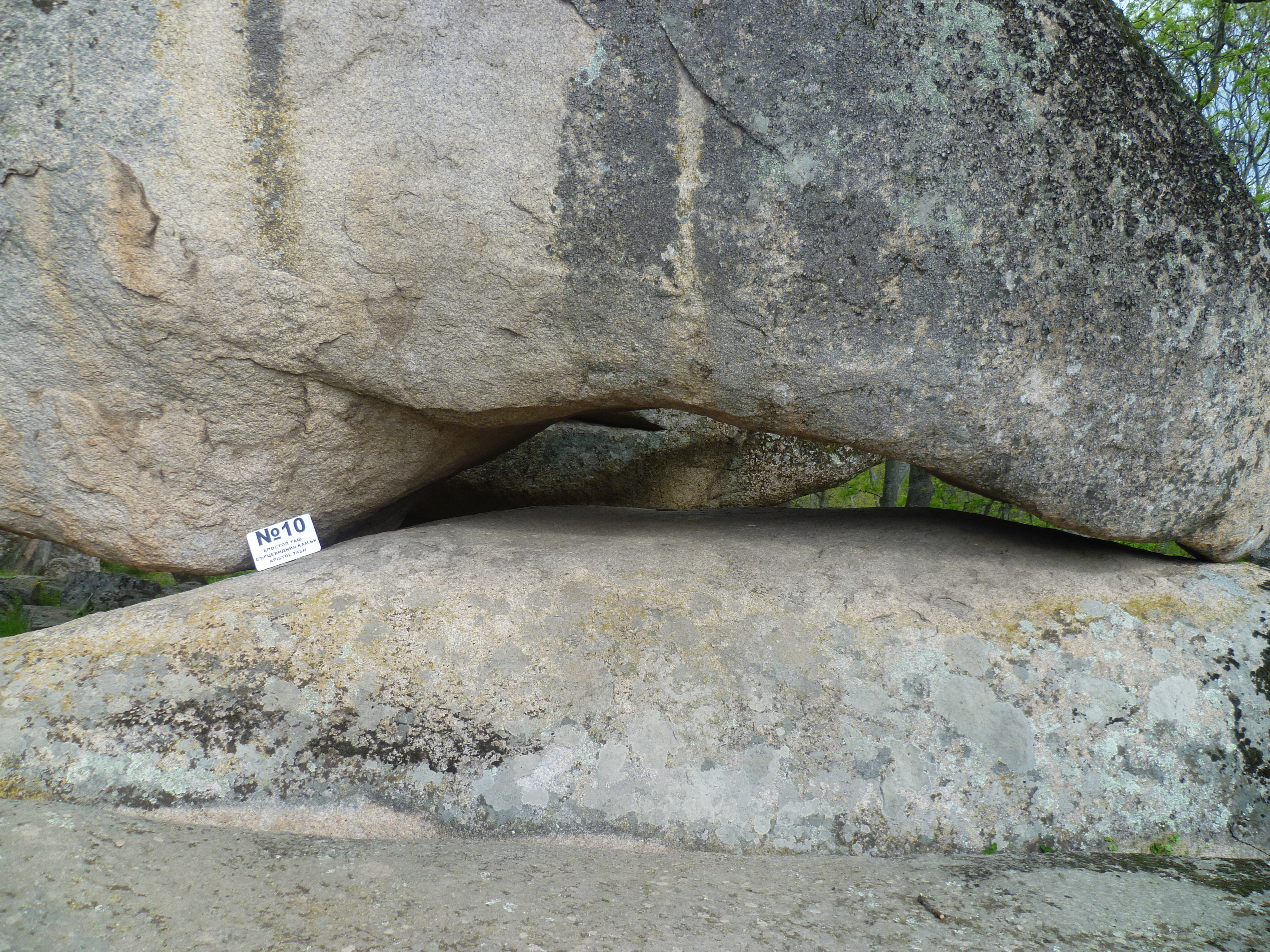
El Apóstol Tash
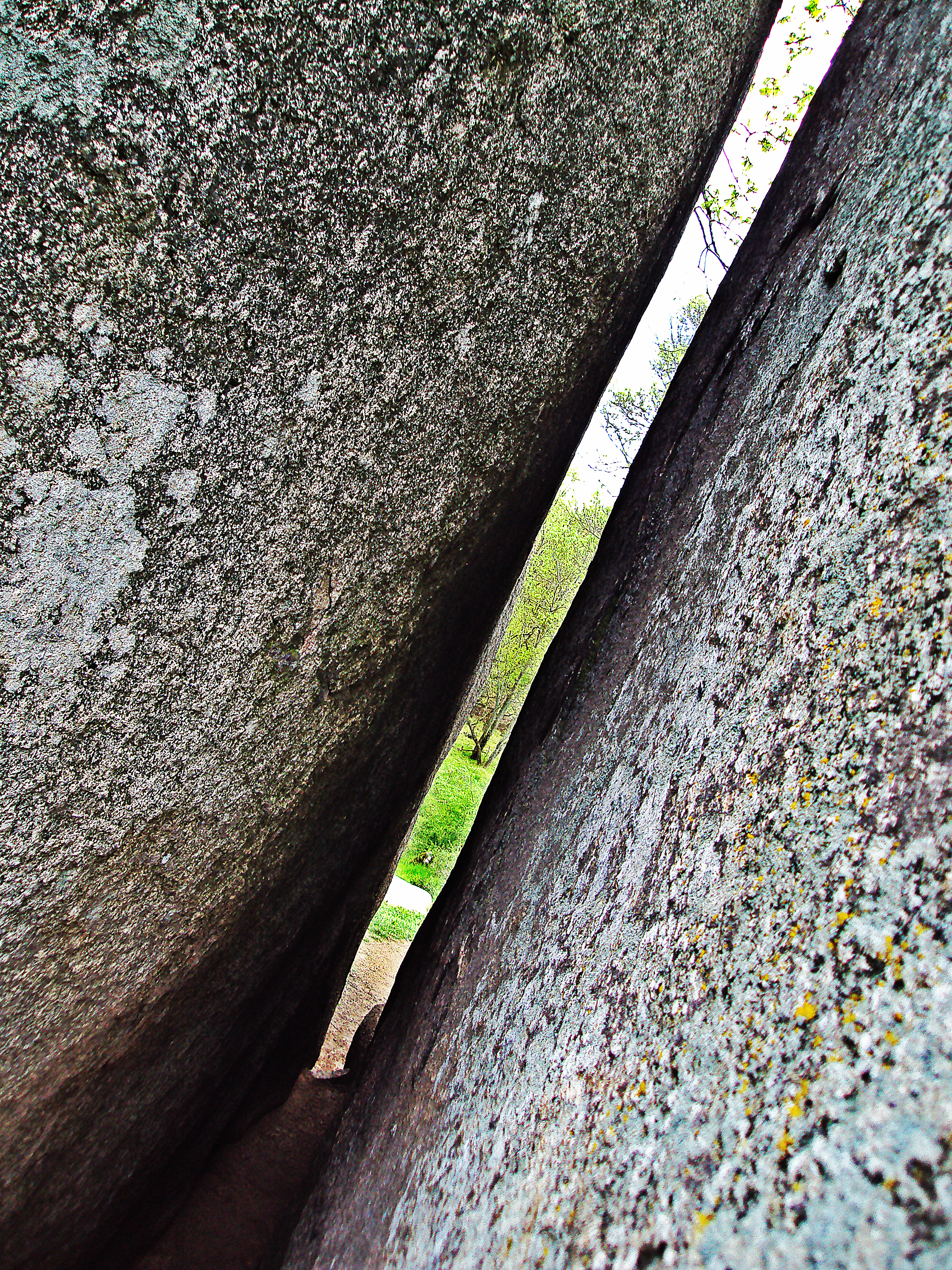
El túnel de los justos
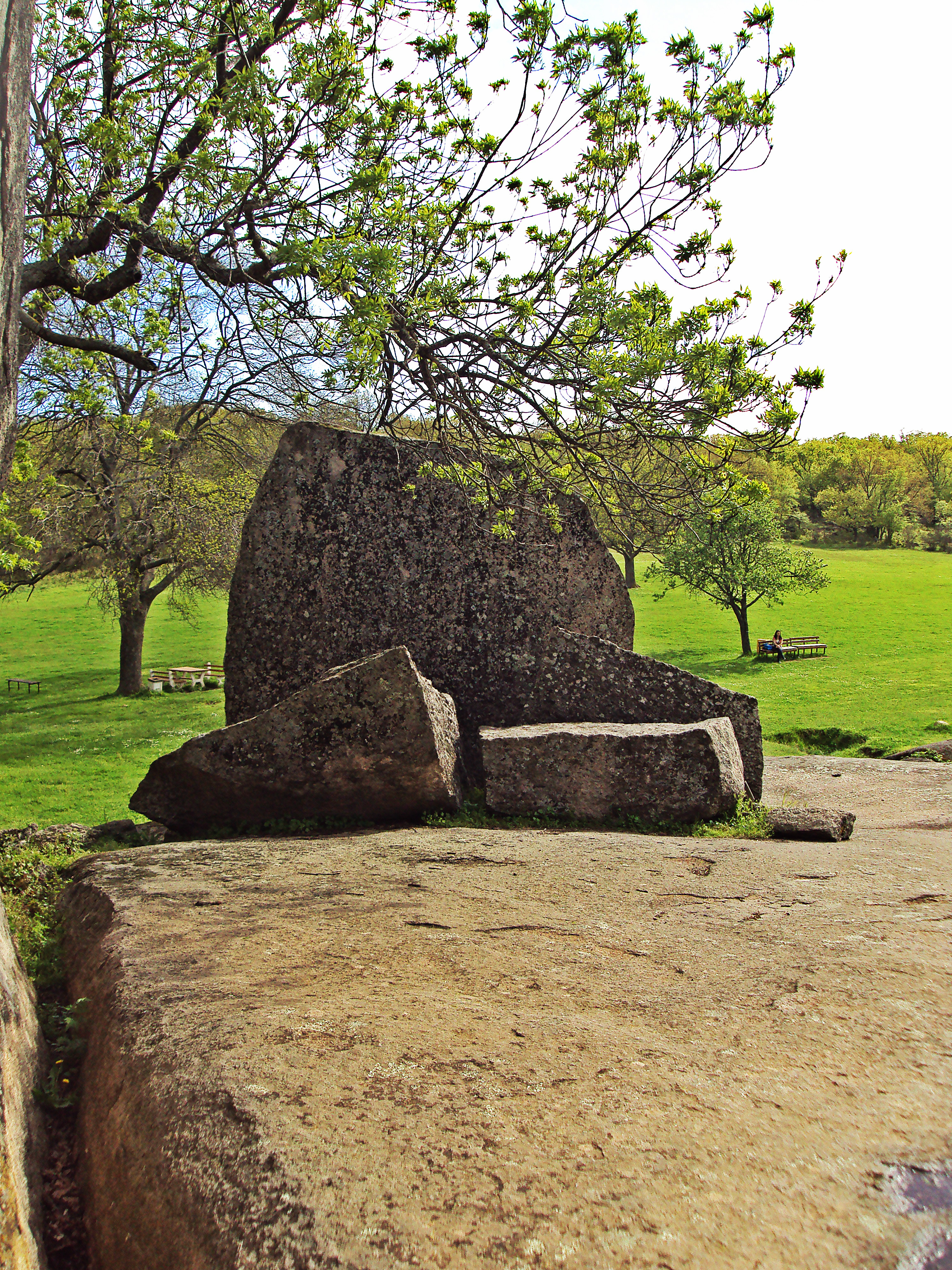
Piedra picada
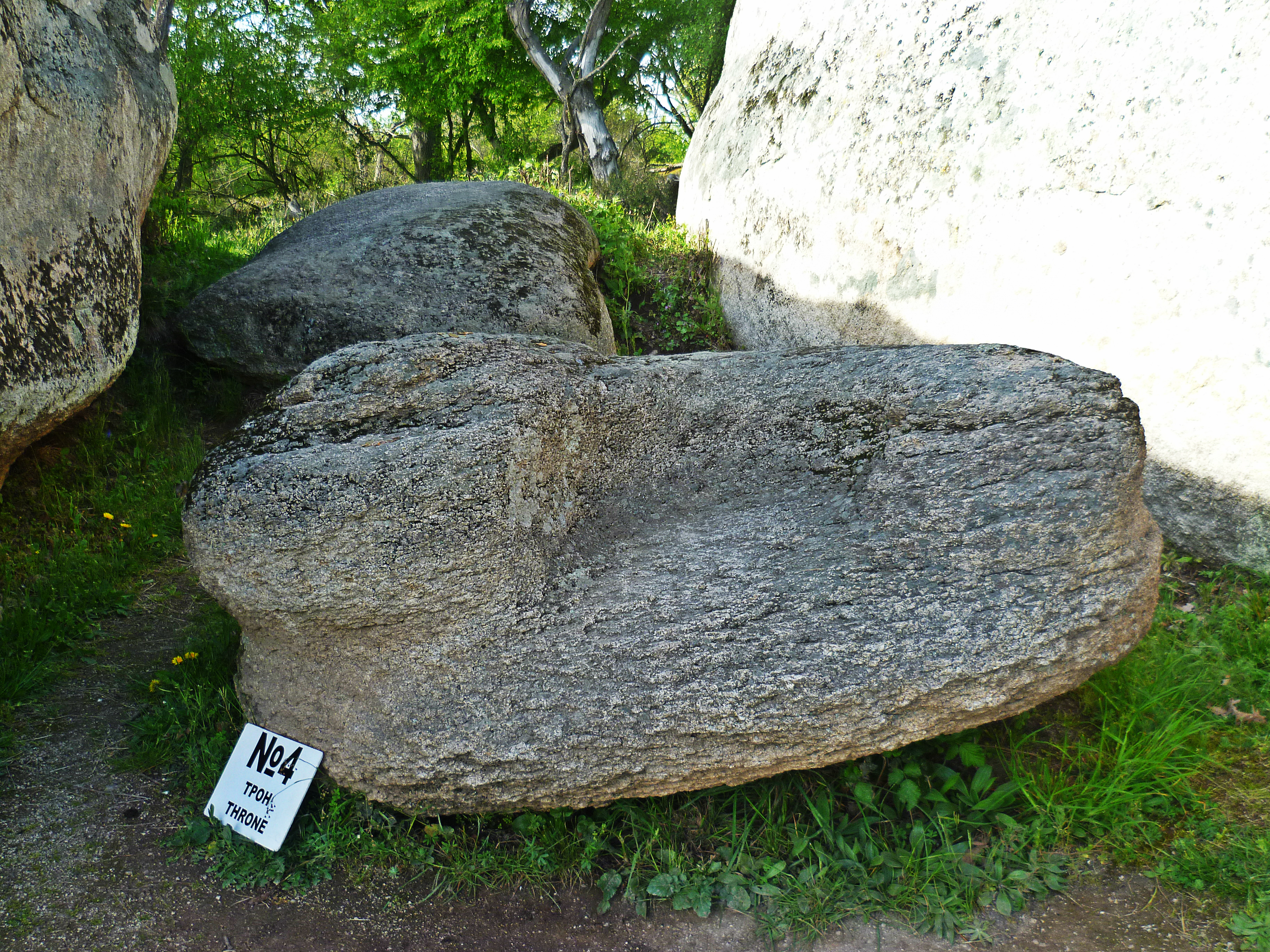
El Trono
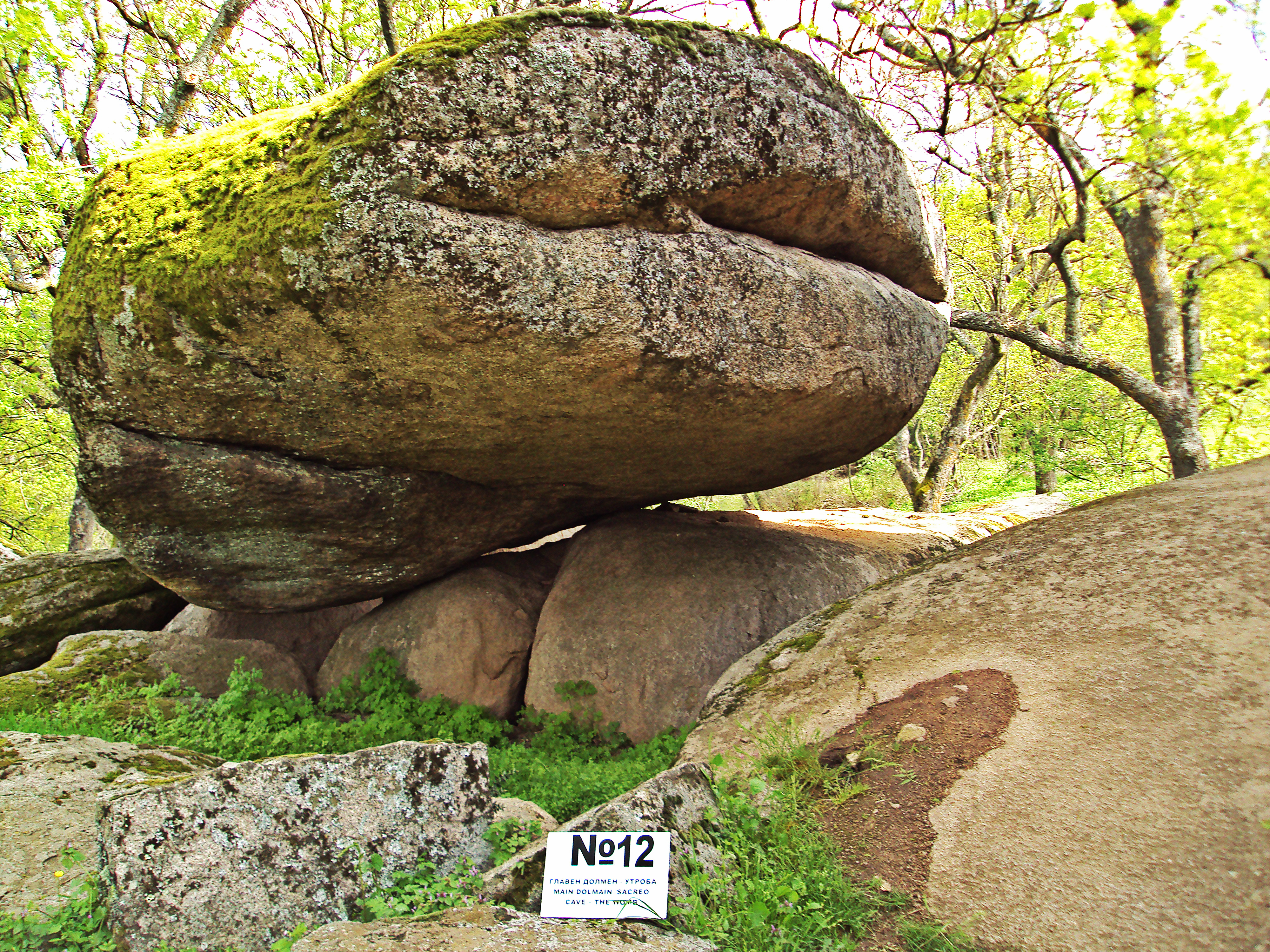
El dolmen principal